# Borovnik (Sit)
Borovnik je nenaseljeni otočić u hrvatskom dijelu Jadranskog mora.
Njegova površina iznosi 0,034 km². Dužina obalne crte iznosi 0,73 km.